# قصه‌های اردک: غارت اسکروچ
قصه‌های اردک: غارت اسکروچ (انگلیسی: DuckTales: Scrooge's Loot) یک بازی ویدئویی بازی ویدئویی تک‌نفره برخط برای سکو‌های اندروید و آی‌اواس می‌باشد که توسط دیزنی اینترکتیو توسعه و دیزنی موبایل نشر پیدا کرده است. این بازی در ۲۶ ژوئیه ۲۰۱۳ در کانادا برای اولین بار منتشر شده است.